# L'alegre bevedor
L'alegre bevedor (en neerlandès: De vrolijke drinker) és una obra del pintor holandès Frans Hals pintada entre el 1627 i 1628. Està exposada permanentment al Rijksmuseum d'Amsterdam.
Aquesta obra és un retrat individual típic de l'obra de Frans Hals: el personatge central mira de front i saluda somrient amb la seva mà dreta mentre que amb l'esquerra sosté una copa de vi que estén a l'espectador, sortint del quadre. Es tracta d'un tipus del poble, de mitjana edat, vestit amb una àmplia xamberga. Hi ha un medalló amb l'efígie del príncep Maurici a tall de sivella. No se sap del cert quina persona és la que així es representa.
Està treballat en una gamma de colors clars, amb l'única nota fosca del barret, transmetent vitalitat i optimisme. Els llums són brillants, treballats de tal manera que donen una gran impressió de realisme i frescor. Resulta espontani, amb una gran força.
Els elements del quadre són visualment molt pròxims i immediats, exemplificant la tendència de la pintura holandesa a trencar el límit del quadre cap endavant.